# Julio Rojas Buendía
Pour les articles homonymes, voir Buendia.
Julio César Rojas Buendía, né le 29 juillet 1959 à San Juan de Nepomuceno et mort le 20 juin 2016 à Barranquilla, est un avocat et musicien colombien. 

## Biographie
Connu sous le nom de Julio Rojas, c'était un accordéoniste de vallenato qui a obtenu deux fois le titre de « Rey Vallenato » lors du Festival de la Leyenda Vallenata en 1983 et 1994,.